# Triunghi de foc

Schema triunghiului de foc.

Triunghiul de foc reprezintă o combinație de factori care trebuiesc întruniți simultan în același spațiu pentru a generea și a întreține reacția de ardere, anume o sursă de energie capabilă să genereze temperatura necesară aprinderii, existența materialelor care se pot consuma prin ardere (combustibile) și prezența substanțelor care întrețin arderea (comburante) – în general oxigenul din aer sau oxigenul cedat prin reacția de oxidare de către o altă substanță. Dacă unul din acești factori lipsește sau este într-un raport nepotrivit cu ceilalți, nu poate avea loc arderea. 
Noțiunea de triunghi de foc este un model simplu pentru a înțelege elementele necesare care trebuiesc întrunite pentru apariția celor mai multe dintre incendii și poate fi comparată cu un triunghi cu laturi egale (pe măsură ce se desfășoară arderea combustibilul, respectiv carburantul se consumă și trebuiesc reînlocuite, iar reacția trebuie să se desfășoare astfel încât degajarea de căldură să mențină temperatura înaltă necesară continuării procesului).
Totuși acest model este incomplet, deoarece pentru explicarea proceselor de ardere mai trebuie luată în considerare desfășurarea reacțiilor chimice în lanț, acest model constituind așa-numitul tetraedru al focului.